# Крема за сунчање
Крема за сунчање је козметички производ који штити кожу од штетног дејства сунчевог ултраљубичастог зрачења (УВ). Наноси се на кожу како би спречила опекотине, превремено старење и смањила ризик од оштећења коже и настанка рака.

## Заштита коже кроз историју
Брига о заштити коже од сунца постоји од давнина. Прве цивилизације користиле су разне биљне екстракте да би спречиле опекотине. Стари Грци су наносили маслиново уље, док су Египћани користили екстракте пиринча, јасмина и других биљака. Цинкова паста је такође била популарна, а неки састојци који су се користили у древним временима користе се и данас у козметици.

## Одећа као заштита
Пре око 5000 година, у Месопотамији је откривена тканина, што је означило почетак употребе одеће као заштите од сунца. Током историје, људи су користили кишобране, велове, турбане, огртаче и чак пудере за заштиту од сунчевих зрака. У Енглеској 16. века коришћени су опасни препарати са арсеном и живом ради избјељивања коже, док је у Немачкој популаран био екстракт кестена.

## Почеци савремене креме за сунчање
Савремене креме за сунчање развили су хемичари, а њихов развој трајао је вековима. Један од првих производа патентирао је Бенџамин Грин, фармацеут и пилот, који је направио крему за заштиту америчких војника током Другог светског рата. Његова крема садржала је црвени вазелин и била је лепљива и неугледна, али је касније побољшана и комерцијализована под брендом Копертон.

## Развој СПФ фактора
Франц Грејтер, швајцарски студент хемије и планинар, 1938. године је, инспирисан потребом за заштитом током боравка у планинама, развио линију производа "Глечер крем". Он је 1962. године увео и познату ознаку СПФ (Sun Protection Factor). СПФ показује колико дуже можемо бити изложени сунцу пре него што кожа почне да гори, у односу на кожу без заштите. На пример, СПФ 50 значи да кожа може издржати 50 пута веће излагање УВБ зрацима него без заштите.

## Модерне креме и стандарди
СПФ ознака званично је усвојена 1978. године од стране америчке Агенције за храну и лекове (FDA). Данас, квалитетне креме за сунчање нуде заштиту од УВА и УВБ зрака, спречавају опекотине, превремено старење и умањују ризик од карцинома коже. Прве водоотпорне креме појавиле су се 1977. године, а већ 1980. Копертон је развио производ који штити од оба типа УВ зрачења.
Од природних биљних препарата до хемијски развијених крема са високим степеном заштите, пут развоја креме за сунчање је дуг и значајан. Данас су ти производи незаменљиви у свакодневној заштити коже.